# Adela Šampanjska
Adela (francuski Adèle; Adelajda, Alisa) (o. 1140. – 4. lipnja 1206.) bila je francuska kraljica kao treća supruga Luja VII. te također regent 1190. – 1191. dok je njezin sin, Filip II., bio u Trećem križarskom pohodu.

## Životopis
Adelin je otac bio Teobald II., grof Šampanje, a majka Matilda Koruška (en). Nazvana po baki, Adeli Normanskoj, Adela Šampanjska bijaše sestra grofa Teobalda V. Dobrog, koji se oženio Lujevom kćerju Alisom. Dana 13. studenog 1160., kralj Luj oženio se Adelom, koja je isti dan okrunjena. Brak je trebao poslužiti kao politički savez između Luja VII. i njegova vazala, Teobalda II., a Luj se nadao i da će napokon dobiti sina, plašeći se da će Kraljevina Francuska potonuti u kaos bez muškog nasljednika.
Luj se oženio Adelom poslije smrti svoje žene Konstancije te je na početku službeno „oplakivao“ Konstanciju.

## Djeca
Adela i njezin muž dobili su Filipa II. i kćer Agnezu, koja je postala carica.

## Smrt
Kraljica Adela umrla je u lipnju 1206., u Parizu te je pokopana u crkvi blizu Auxerrea.